# شریف‌آباد رادو چاهی
شریف‌آباد رادو چاهی یا حاجی شریف روستایی در دهستان چشمه زیارت بخش مرکزی شهرستان زاهدان استان سیستان و بلوچستان ایران است.

## جمعیت
بر پایه سرشماری عمومی نفوس و مسکن در سال ۱۳۹۵ جمعیت این روستا ۶۲ نفر (۱۱خانوار) بوده‌است.